# Unidad Modelo Sábana Larga
Unidad Modelo Sábana Larga är en ort i Mexiko.   Den ligger i kommunen Huimanguillo och delstaten Tabasco, i den sydöstra delen av landet, 600 km öster om huvudstaden Mexico City. Unidad Modelo Sábana Larga ligger 38 meter över havet och antalet invånare är 206.
Terrängen runt Unidad Modelo Sábana Larga är mycket platt. Runt Unidad Modelo Sábana Larga är det ganska glesbefolkat, med 45 invånare per kvadratkilometer. Närmaste större samhälle är Francisco Martínez Gaytán, 13,5 km väster om Unidad Modelo Sábana Larga. Trakten runt Unidad Modelo Sábana Larga består till största delen av jordbruksmark.